# 袁汝稳
袁汝稳（1944年9月—2014年2月1日），男，广东东莞人，中华人民共和国政治人物。

## 生平
1969年9月，毕业于华南农学院农学系农学专业。1970年8月，供职于广东省宝安县农业局。1987年，担任广东省宝安县副县长。1993年，担任深圳市宝安区区长；1995年5月，担任深圳市人民政府副市长。1999年4月，改任福建省厦门市人民政府副市长。2000年6月，任深圳市人大常委会副主任。2014年因抑郁症跳楼自杀。